# Juan de Roelas

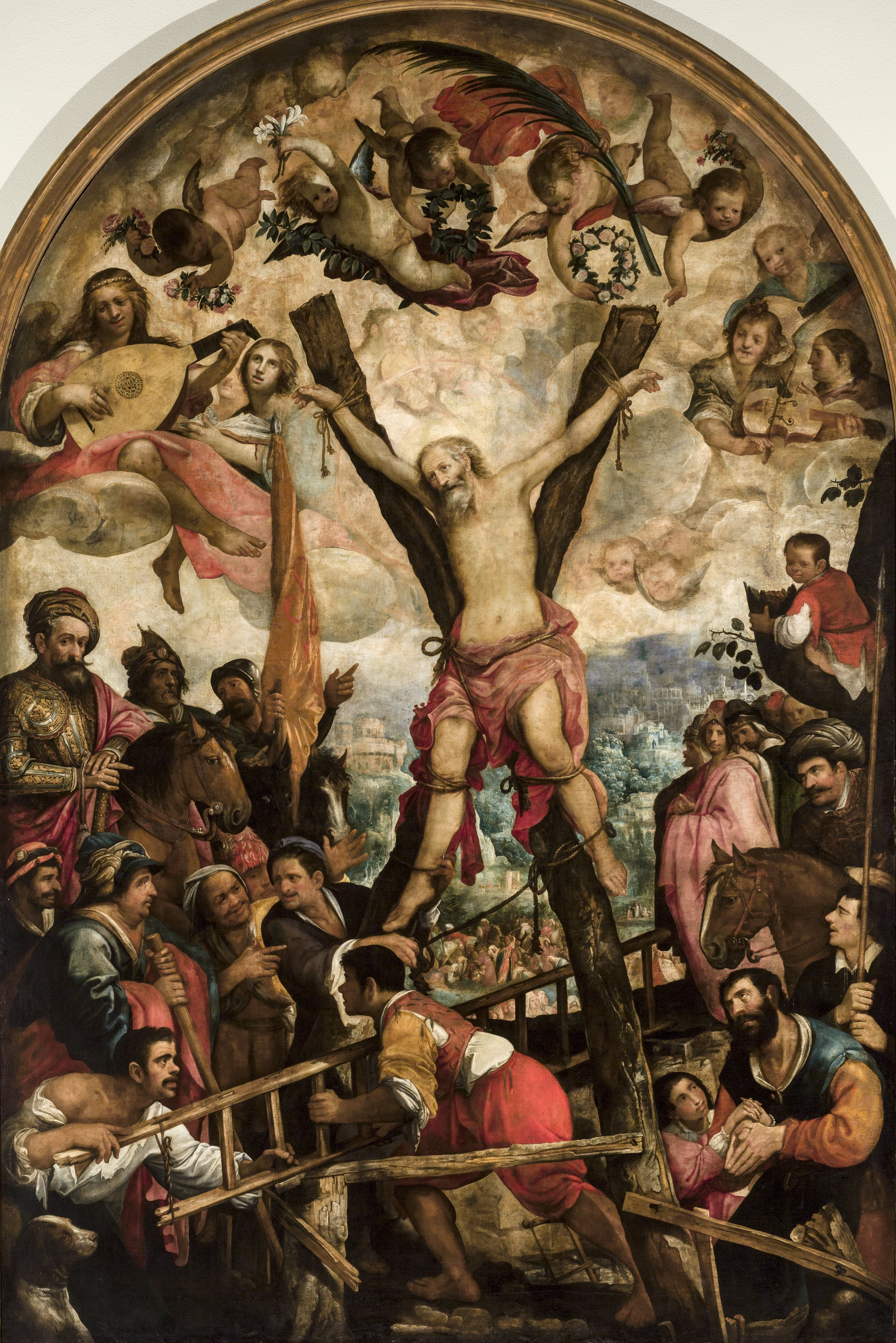
Martirio de San Andrés, óleo sobre lienzo, 520 x 346 cm, Museo de Bellas Artes de Sevilla.

Juan de Roelas, de las Roelas, o Ruela (Flandes, h. 1570-Olivares, 1625) fue un pintor de origen flamenco activo en Valladolid, Sevilla y Madrid, donde desempeñó un papel importante en la introducción de las fórmulas naturalistas.

## Trayectoria
Pocos datos se conocen de la vida de este artista. Hasta hace poco se venía confundiendo al pintor, con el canónigo carmelita sevillano y contemporáneo, fray Juan de Roelas. Hoy se considera que Juan de Roelas no era natural de Sevilla, sino de origen flamenco: en dos documentos notariales, de 1594, se habla de la presencia en Valladolid desde 1594 (se decía tradicionalmente que estuvo en esta ciudad entre 1598 y 1602) de un pintor flamenco llamado Juan de Roelas. En la primera escritura, Juan y su padre Jacques, que se dicen flamencos, se comprometen a devolver un préstamo de 300 reales. La segunda escritura se refiere al alquiler de una casa que tomaron en la vallisoletana calle de los Baños. De esto se deduce que Juan de Roelas, flamenco de nacimiento y no sevillano, fue hijo de un pintor de la misma nacionalidad. 
Se sabe que en el año 1598 estuvo trabajando en Valladolid en los actos conmemorativos de la muerte del rey Felipe II de España, colaborando en la traza de su monumento funerario. Allí permaneció hasta 1604, cuando obtuvo una prebenda o favor del Conde-Duque de Olivares, que le protegió. En el pueblo de Olivares, cercano a Sevilla, Roelas realizó varios cuadros de grandes dimensiones para adornar altares: en 1606 pintó la Circuncisión, también el Martirio de San Andrés que se encuentra en el Museo de Bellas Artes de Sevilla y el Tránsito de San Isidoro, en el año 1613. Al año siguiente, 1614, ya clérigo, fue nombrado capellán real, por lo que en un par de años más se traslada a Madrid, buscando hacer carrera de pintor. Su Alegoría de la Inmaculada Concepción, 1616, se conserva en el Museo Nacional Colegio de San Gregorio, de Valladolid. Sin embargo y pese a sus diligencias no consiguió que se le otorgara el título de Pintor del Rey, por lo que regresó a Olivares. Sus últimos años los dedicó a su oficio religioso como canónigo de la Colegiata de Olivares y se conocen pocos datos de ese período. En 1625 murió, siendo enterrado en aquel lugar.

## Estilo

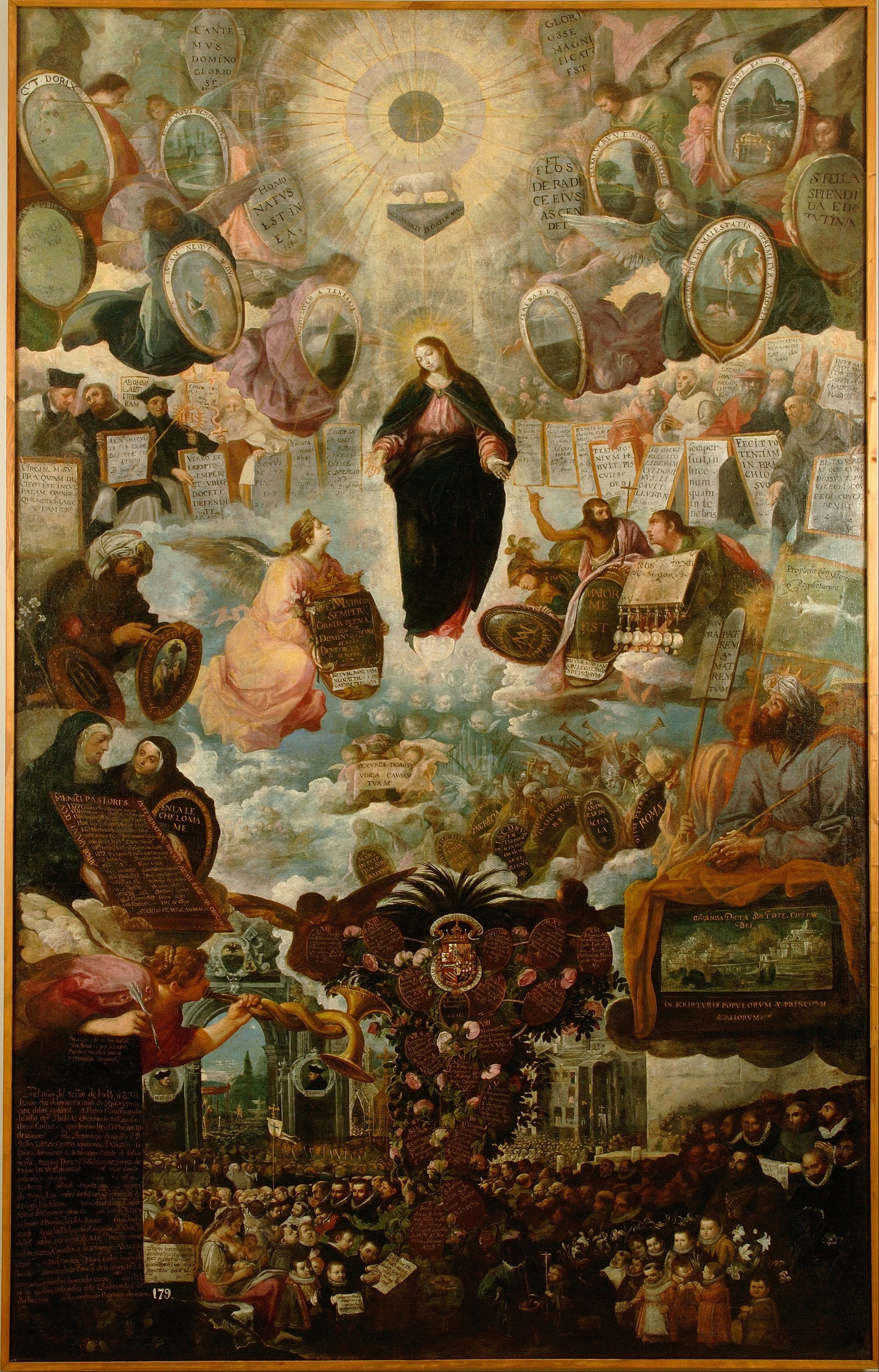
Alegoría de la Virgen Inmaculada (1616), óleo sobre lienzo, 323,5 x 195 cm, Museo Nacional de Escultura.

El estilo pictórico de Roelas arranca de una supuesta formación italiana de la que no quedan datos documentales. Es seguro por su estilo que contactó con la Escuela veneciana, pues su colorido cálido y su sentido equilibrado de la composición hablan del Veronés y Tintoretto, cuyos lienzos debió ver in situ. Aprendido el estilo italianista del último Manierismo, Roelas introdujo efectos de luz a lo Bassano, que hacen fácilmente reconocible su obra. Al tiempo, se convertía en un estupendo retratista de la vida cotidiana, completando sus composiciones sobre temas sagrados con elementos absolutamente vulgares y de la vida diaria, que fueron muy criticados por otros pintores del momento (como Francisco Pacheco). Roelas supo mezclar la fuerza con la dulzura, añadiendo el estudio del natural, por lo que se le considera la transición entre el artificio del Manierismo y la realidad naturalista del primer Barroco español. También a él se debe el empleo generalizado de un determinado formato de cuadro de altar dividido en dos mitades yuxtapuestas, la mitad superior refleja el mundo divino, y la mitad inferior representa el mundo terrenal. Esta división es típicamente manierista, pues ya el Greco la había usado con gran destreza. Este reparto del lienzo tuvo mucho éxito en Andalucía, pero, pese a la genialidad de su estilo, la compleja mezcla de rasgos pictóricos hizo que su técnica ligera y diestra no sentara escuela en la región a pesar de sus no pocos discípulos, entre los que se encuentran el también sevillano Francisco Varela y el luxemburgués Pablo Legot. Juan de Roelas es un personaje muy importante en el tránsito del Manierismo romanista al Naturalismo tenebrista que anuncia el Barroco a principios del siglo XVII. Por su biografía se encuadra entre ambos siglos, XVI y XVII.

## Obras

### Época sevillana
- Circuncisión (1606)
- El martirio de San Andrés (1610-1615) (Museo de Bellas Artes de Sevilla)
- Santiago en la batalla de Clavijo (1609)
- La Piedad (1609)
- La liberación de San Pedro (1612)
- El tránsito de San Isidoro (1613)
- Lactación de San Bernardo
- La venida del Espíritu Santo
- La Sagrada Familia con santa Ana y san Joaquín (en la Catedral de Canarias)
- Aparición de la Virgen a Santa Catalina de Alejandría (en la Catedral de Canarias)
- Nuestra Señora del Rosario
- Asunción de la Virgen (Museo del Prado)[2]

### Época madrileña (1616-1620)
- Alegoría de la Inmaculada Concepción (1616) (Museo Nacional Colegio de San Gregorio, de Valladolid)
- La resurrección de Santa Leocadia (1620) (Hospital del niño Jesús, de Madrid)